# Anrode
Anrode est une ancienne commune allemande de l'arrondissement d'Unstrut-Hainich, Land de Thuringe.

## Géographie
Anrode se situe dans la vallée de l'Unstrut.
| Küllstedt | Dingelstädt | Dünwald    |
| Büttstedt | Anrode      | Unstruttal |
| Rodeberg  |             | Mühlhausen |

La commune comprend les quartiers d'Anrode, Bickenriede, Dörna, Hollenbach, Lengefeld et Zella.

## Histoire
Le village d'Anrode est mentionné pour la première fois en 1197, Bickenriede en 1146, Dörna en 1004, Hollenbach en 1262, Lengefeld en 897, Zella en 1201.
De 1267 à 1810, il existe un couvent cistercien à Anrode.
La commune est née de la fusion volontaire de ces villages en janvier 1997.

## Personnalités liées à la commune
- Johann Friedrich Wender (1655–1729), facteur d'orgues né et mort à Dörna.
- Adolf von Glümer (1814-1896), général prussien né à Lengefeld.
- George Atzerodt (1835-1865), membre du complot de l'assassinat d'Abraham Lincoln né à Dörna.
- Vitus Recke (1887-1959), prêtre catholique, abbé de Himmerod.
- Karl Künstler (1901- sans doute 1945), Obersturmbannführer du camp de concentration de Flossenbürg, né à Zella.

## Source de la traduction
- (de) Cet article est partiellement ou en totalité issu de l’article de Wikipédia en allemand intitulé « Anrode » (voir la liste des auteurs).